# Rough Diamonds
Rough Diamonds es el sexto álbum de estudio de la banda británica de rock Bad Company, publicado en agosto de 1982. Rough Diamonds, como su predecesor, Desolation Angels, fue grabado en el estudio Ridge Farm en Surrey, Inglaterra, entre marzo y abril de 1981 con la colaboración del ingeniero de sonido Max Norman (popular por su trabajo con Ozzy Osbourne).

## Lista de canciones

### Lado A
1. "Electricland" (Paul Rodgers) (5:29)
2. "Untie the Knot" (Rodgers; Simon Kirke) (4:07)
3. "Nuthin' on the TV" (Boz Burrell) (3:46)
4. "Painted Face" (Rodgers) (3:24)
5. "Kickdown" (Mick Ralphs) (3:35)

### Lado B
1. "Ballad of the Band" (Burrell)	(2:10)
2. "Cross Country Boy" (Rodgers) (3:00)
3. "Old Mexico" (Ralphs) (3:49)
4. "Downhill Ryder" (Rodgers) (4:09)
5. "Racetrack" (4:44)

## Créditos
- Paul Rodgers – voz, guitarra, teclados
- Mick Ralphs – guitarra, teclados
- Simon Kirke – batería
- Boz Burrell – bajo